# 塔魯莫夫卡區
44°04′N 46°32′E / 44.067°N 46.533°E
塔魯莫夫卡區（俄语：Тарумовский район），是俄羅斯的一個區，位於該國西南部，由達吉斯坦共和國負責管轄，面積3,020平方公里，2010年人口31,683，人口密度每平方公里10.49人。